# American folk music revival

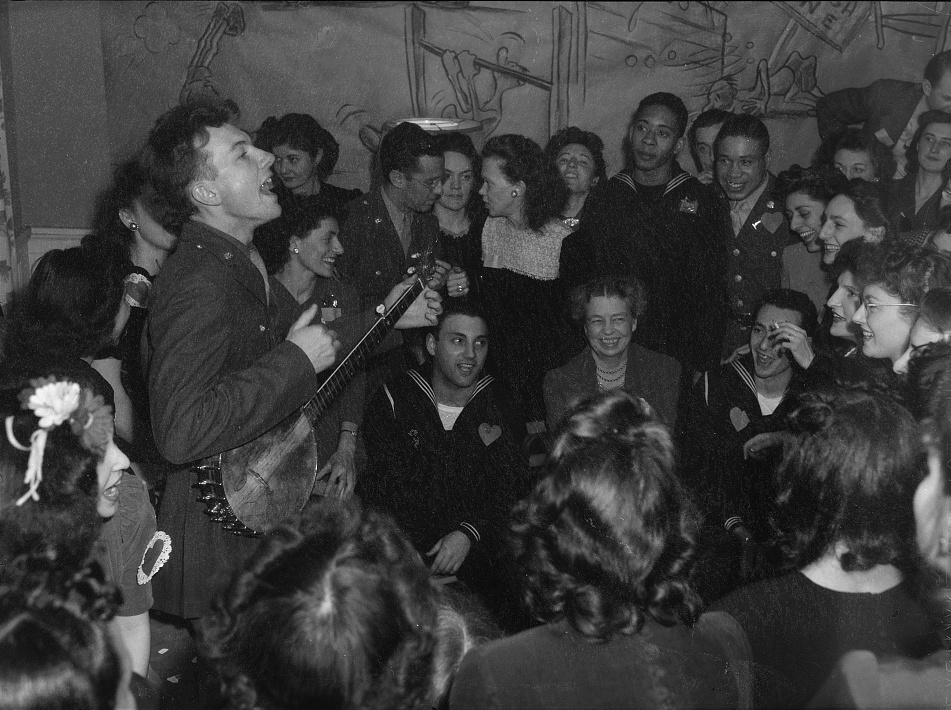
Pete Seeger no festival em 1944

O American folk music revival foi um fenômeno nos Estados Unidos na década de 1950 até meados da década de 1960. O festival apresentou estilos musicais que tinham, em tempos atrás, contribuído para o desenvolvimento da música country, jazz e rock and roll.
O revival da música folk começa a se estruturar a partir da década de 1930 e segue até o final da década de 1960, "revivendo" as músicas tradicionais e adicionando as de protesto, significando-as num contexto social e político. Durante esse período, a música folk foi associada a uma política progressista; na primeira fase à "Velha Esquerda" e ao movimento sindicalista, nas vozes de artistas como Woody Guthrie e Pete Seeger. A primeira e a segunda fase do revival são separadas por uma forte onda conservadora e anti-comunista (centralizada no Macartismo) no final da década de 1940 até a metade da década de 1950 que perseguiu e colocou na lista-negra muitos artistas envolvidos com a política e os movimentos sociais da época. No final dos anos 1950, floresce a cena dos cafés nas cidades, embalada por um novo público universitário e logo abraçada pela indústria musical que coloca o folk nas paradas musicais. Grande parte do público e dos artistas envolvidos já se identificava com as pautas políticas da "Nova Esquerda" e nesse cenário ressurgem hinos de protesto e novos compositores engajados que rapidamente estabelecem uma ligação direta entre a música e o ativismo.

## A música folk
A música folk, historicamente, acompanhou as mudanças das sociedade onde esteve inserida, onde floresceu e transformou-se até sua forma atual. Ronald Cohen define o folk como "a música do povo, abertamente construída".

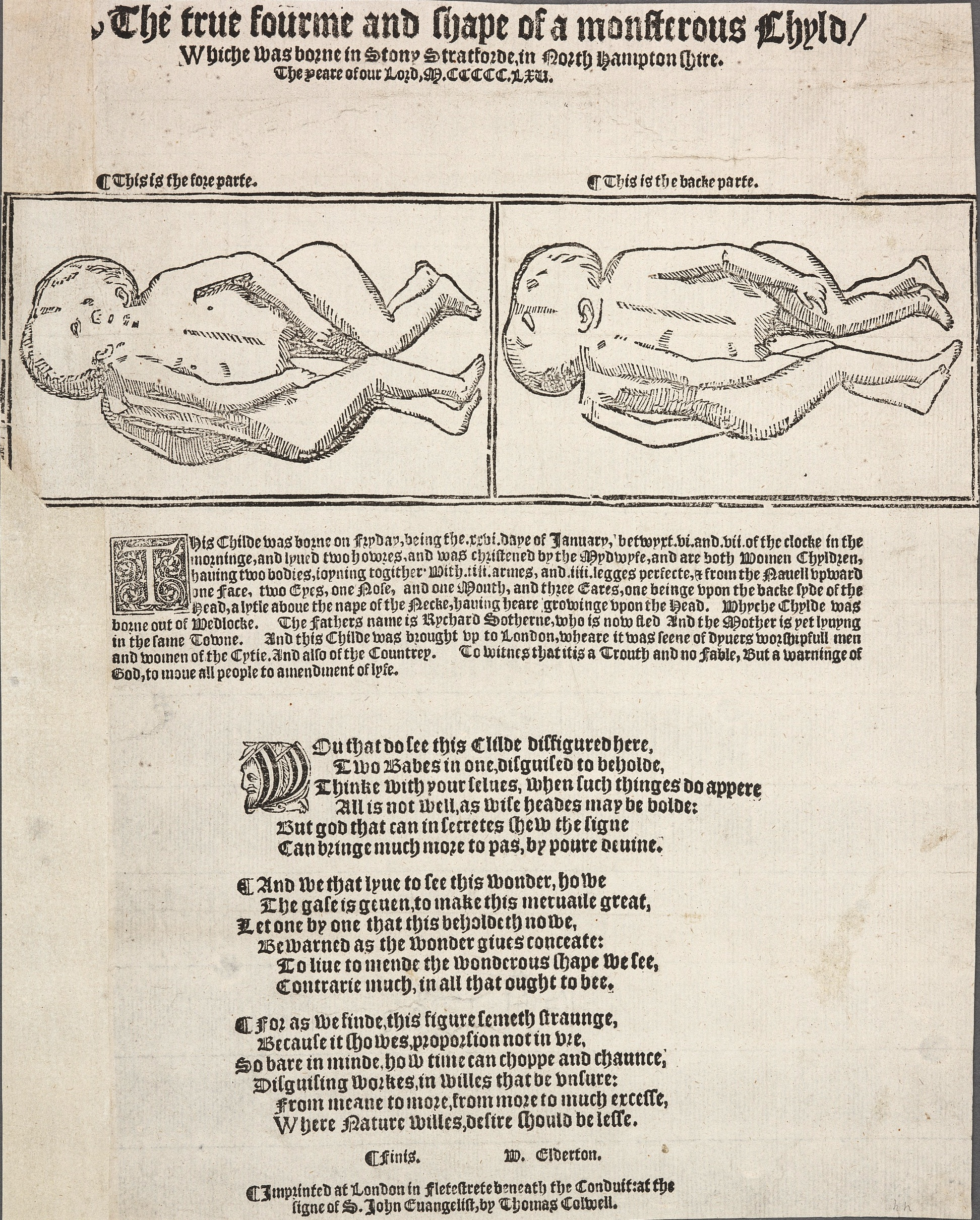
Balada impressa de Elderton, 1565. Era dessa forma que as canções eram divulgadas e permaneciam na cultura popular.

A partir desse modelo original, o folk sofreu mudanças, períodos de popularidade e de esquecimento, mas nunca se resumiu a somente um estilo musical. A balada é a forma mais conhecida, uma canção que conta uma história, escrita numa estrutura narrativa (DONALDSON, 2011, p. 20). Oriundas de um passado remoto, sem autor conhecido, ou mais recentes e com origens traçadas a uma folha impressa (printed sheet ou broadside ballad), comuns a partir do século XVI, de autores que comentavam os acontecimentos da época, as baladas foram a forma mais popular na história da música folk. 
A tradição musical estadunidense é fruto de profundas influências britânicas que aportam no “Novo Mundo” com os imigrantes. As canções e baladas são transportadas completamente através do oceano ou transformaram-se em versões estadunidenses adaptadas. No novo continente, as baladas mais populares foram as românticas e trágicas, algumas preservadas até o século XX, como Mary Hamilton e Barbara Allen, identificadas no repertório dos cantores folk do período estudado. Além disso, canções de trabalho e de protesto são particulares da experiência dos escravizados e dos trabalhadores livres (rurais e industriais) ao longo da história estadunidense.
O estudo da música folk, à parte da divulgação do revival e suas fases, se inicia a partir do século XIX, com o trabalho de colecionadores tanto na Europa como nos Estados Unidos. Na década de 1940, o estudo acadêmico do folk já está consolidado, recebendo financiamento governamental e espaço de publicação para as antologias de grandes colecionadores. James Child cataloga um extenso número de baladas da Inglaterra e Escócia entre 1882 e 1898, muitas das quais são conhecidas somente pelo número de catalogação atribuída por ele. Outros colecionadores fizeram trabalho de campo no século XX, gravando e catalogando canções e baladas. Cecil Sharp nos Apalaches na década de 1910, John e o filho Alan Lomax nas prisões do sul profundo dos Estados Unidos durante a década de 1930 foram alguns dos outros acadêmicos que fizeram esse trabalho. No norte dos EUA, era senso comum que o sul preservava uma cultura alternativa, intocada, em oposição ao crescente modernismo da cidade e da fábrica. 

### Folk Revival Estadunidense: o encontro entre o tradicional e o novo
A primeira fase do revival se inicia a partir da disseminação popular da música folk através de gravações, com músicas tiradas de seu contexto tradicional e comercialmente repaginadas para o público. Embora as duas fases do revival sejam fenômenos nacionais, o locus da atividade comercial e organizativa esteve predominantemente na Costa Leste, nas cidades do Norte e do Sul. John Lomax acreditava no poder social da música folk como mudança, porém o público geral pouco considerava seu significado político, apenas apreciava as melodias simples, histórias diretas e as vozes familiares. A partir da década de 1930, a Velha Esquerda, considerando uma tradição musical já conhecida do público, busca se apropriar da música folk, baladas e outras canções, almejando forjar uma ideologia política esquerdista com uma raiz popular.

##### A primeira fase do revival
O revival dessa primeira fase seria parte de uma política cultural da esquerda,  buscando trazer à tona a cultura “real” dos Estados Unidos, um estilo de vida “puro” que não existe mais. A difusão de músicas de trabalho e de protesto oriundas do sul era feita por colecionadores, publicistas e artistas, criando a ideia de uma cultura proletária comum muito presente nas décadas de 1930 e 1940. A música folk era instrumento de propaganda, baseada na relação compositor/artista/público dentro das associações e sindicatos, embora artistas como Pete Seeger aspirassem construir um movimento mais organizado. Tanto músicas tradicionais (baladas e músicas de protesto do sul) quanto novas canções fizeram parte desse período, com destaque para alguns artistas que atingiram um público mais amplo e não estavam envolvidos com uma política partidária, mas com um repertório que corroborava com a agenda comunista da época. 
A fusão da política radical e da música do sul resultou em grupos como os Almanacs Singers (1940 - 1943), que iniciam a construção de um movimento musical que advoga uma postura anti-guerra, anti-racismo e pró-sindicatos, ligado a uma aliança política entre liberais e esquerdistas (o Partido Comunista incluso) que colocava a música como veículo de mudança social, embora com alcance limitado. O surgimento da associação People’s Songs, em 1946, expande os limites da proposta dos Almanacs e emerge buscando difundir e promover músicas de trabalho (labor songs) e o “povo americano”. Servindo de agência para cantores por todo os EUA e ligada ao Partido Comunista por alguns de seus organizadores, a popularidade da People’s Songs e de grupos relacionados, como o The Weavers, nas rádios e em gravações, ganhou a indesejada atenção do House of Un-American Activities Comittee.
O Comitê fazia parte do red scare (perseguição ao comunismo) que varreu a política e a sociedade estadunidense no final da década de 1940, personificada na figura do senador McCarthy. Além dos impactos na política institucional, o Comitê perseguiu e colocou na lista-negra muitos dos artistas (atores, diretores, cantores) envolvidos com uma política orientada à esquerda sob o rótulo de “comunistas” e “anti-americanos”, em relação ao antagonismo frente à União Soviética. A caça coloca muitos artistas fora do circuito nacional de divulgação entre o final de 1940 até a metade da década de 1950, forçando uma ruptura no revival logo após um curto período de sucesso comercial. 

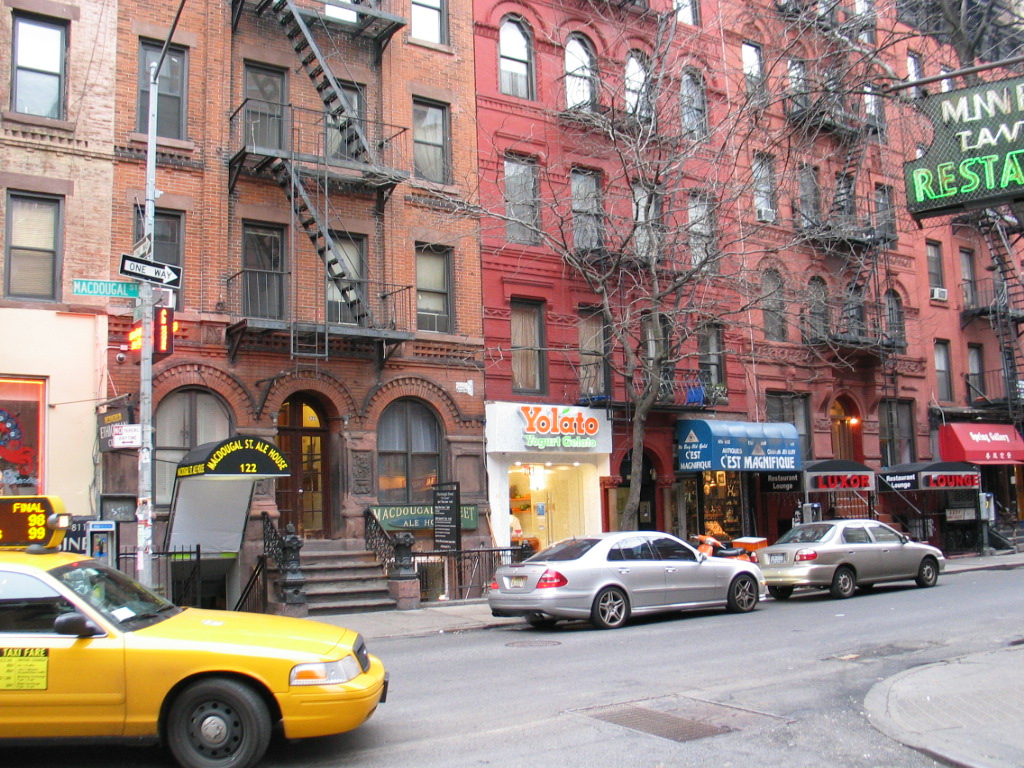
Greenwich Village, bairro de Nova Iorque famoso pela cena da contracultura Beat e, mais tarde, pelos cafés de música folk.

Em 1967, o músico Pete Seeger refletiu sobre os motivos que levaram à ainda recente segunda fase do revival.:
1. Após o término da Segunda Guerra Mundial, haveria uma busca pelas raízes e heranças culturais estadunidenses, expressa na valorização da tradição folk.
2. Segundo, o crescimento de atividades solo como tocar guitarra  e outros instrumentos colocou as pessoas em contato com a música de uma forma mais subjetiva e pessoal.
3. A riqueza cultural dos Estados Unidos, preservada pelos colecionadores e a distância temporal dos pioneiros da música folk, o que possibilitaria adaptações e transformações sem uma cobrança de fidelidade integral à tradição, também seriam motivos para um novo renascimento da música folk, mesmo num período de conservadorismo

Seeger, músico ativo durante as duas fases do revival, notoriamente envolvido com movimentos sociais e perseguido pela política Macartista, não cita a principal razão que transforma essas atividades solo e interesses pessoais em movimento nacional, a contracultura. A década de 1950 é marcada por um anti-intelectualismo, um desafio às autoridades acadêmicas que se une a uma contracultura que se desenvolve a partir da metade de 1950, especialmente no bairro boêmio do Greenwich Village, em Nova Iorque, centrada no jazz moderno, na arte abstrata e na literatura Beat. Outro reduto dessa contracultura são os campi universitários, onde o espaço é propício para a crítica à conformidade da classe média e para a efervescência cultural que se torna símbolo dessa geração.

##### A segunda fase do revival
A segunda fase do revival floresce no mesmo cenário, bairros boêmios das cidades do Leste dos Estados Unidos e cidades universitárias, nas vozes de artistas locais e viajantes com um repertório músicas tradicionais. Ao final de 1957 já se pode falar de uma infraestrutura folk nacional, com cafés e clubes específicos em cidades como Chicago, Los Angeles, Philadelphia e São Francisco, além de programas de rádio voltados para a música folk em Nova Iorque, Chicago e São Francisco. Em contraposição a um período conservador e consolidando-se na cena musical local e regional, o folk ia na direção oposta da massificação. 

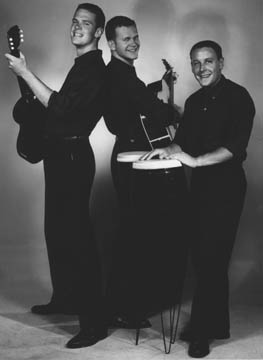
O Kingston Trio iniciou a fase comercial do revival com o sucesso "Tom Dooley" em 1958.

A busca por autenticidade e originalidade longe do comercialismo constituem o ideário de muitos artistas e entusiastas da segunda fase do revival, embora a mídia e a perspectiva do sucesso comercial fossem uma previsão que se concretizaria com o reconhecimento do potencial do crescente mercado jovem e universitário. Diferente da primeira fase, que cresceu continuamente e teve um colapso com a chegada do sucesso comercial, a segunda fase só ganhou notoriedade a partir do boom comercial de um trio de havaianos distantes de qualquer instituição da Velha Esquerda.  O marco nacional do revival se dá com o grupo Kingston Trio em 1958 e seu sucesso "Tom Dooley", uma balada que conta a história do personagem que dá nome à canção, julgado e condenado à forca em 1867 por matar à facadas uma mulher.
Paralelo a isso, cafés e festivais de música popularizam-se ao redor do país. Os festivais, seja em universidades ou organizados de forma independente, tornam-se uma sensação. O mais conhecido, o Newport Folk Festival, reuniu durante o auge do revival os artistas mais proeminentes como Pete Seeger, Peter, Paul and Mary e, ao mesmo tempo, artistas locais e do sul dos Estados Unidos para um público universitário, o principal ouvinte da música folk, que identificava-se com a mensagem de reunião de tipos e gêneros musicais.